# Olulis luga
Olulis luga là một loài bướm đêm trong họ Noctuidae.